# Masegoso (kommunhuvudort)
Masegoso är en kommunhuvudort i Spanien.   Den ligger i provinsen Provincia de Albacete och regionen Kastilien-La Mancha, i den centrala delen av landet, 220 km sydost om huvudstaden Madrid. Masegoso ligger 1 107 meter över havet och antalet invånare är 127.
Terrängen runt Masegoso är platt åt nordväst, men åt sydost är den kuperad. Terrängen runt Masegoso sluttar norrut. Runt Masegoso är det mycket glesbefolkat, med 4 invånare per kvadratkilometer. Närmaste större samhälle är Alcaraz, 16,2 km väster om Masegoso. 